# 马里兰州州旗
马里兰州州旗为首任巴尔的摩男爵乔治·卡尔弗特的纹章旗帜，这也是美国州旗中唯一一个使用英国传统纹章的旗帜。于1904年为马里兰州所采用。

## 设计
州旗上黑色和金色的图案来自卡尔弗特的家族纹章，这一纹章在乔治·卡尔弗特成功地在一次战斗中保卫要塞后被授予（垂直的竖条象征栅栏）。红色和白色的十字形（Bottony）则来自卡尔弗特母亲所在的克罗斯兰德家族。由于卡尔弗特的母亲是一位纹章的女继承人，故他的纹章采用这两个家族的样式。

## 外部連結
- History of the Maryland Flag
- Protocol for using the Maryland Flag
- Information from Flags Of The World
- Information from Maryland State Archives （页面存档备份，存于）